# David Marshall Lang
David Marshall Lang (6. května 1924 – 20. března 1991) byl profesor kavkazských studií na SOAS na londýnské univerzitě. Byl jedním z nejproduktivnějších britských vědců, kteří se specializovali na gruzínské, arménské a starobulharské dějiny.

## Životopis
Narodil se 6. května 1924 v Bromley. Vystudoval školu v Monkton Combe a St. John's College v Cambridge, kde získal stipendium. Jako dvacetiletý absolvent sloužil v roce 1944 jako důstojník v Íránu, když byl jmenován zastupujícím vicekonzulem v íránském Tabrízu. Seznámil se s mnoha arménskými obyvateli a představiteli města.
V roce 1949 pracoval v SOAS na londýnské univerzitě. Začínal jako lektor gruzínského jazyka a v roce 1964 se stal profesorem kavkazských studií. V roce 1953 byl stipendistou Ruského institutu kolumbijské univerzity a v roce 1965 profesorem kavkazských studií na kalifornské univerzitě v Los Angeles. V letech 1962 až 1964 byl čestným tajemníkem Královské asijské společnosti v Londýně.
V 60. a 70. letech třikrát navštívil sovětskou Arménii. V prosinci 1963 navštívil Sovětský svaz a podle archiváře Vasilije Mitrochina byl údajně v té době naverbován KGB. Rovněž se zmiňoval o Langově kariéře jako o agentovi anglické kontrarozvědky. Podle dat v Mitrochinově archivu se tak stalo před Langovým dvacátým rokem života.
Historik Donald Rayfield tvrdil, že se Lang přátelil s šéfem gruzínské KGB Alexiem Inaurim. Ten možná Langa přesvědčil, aby veřejně odsoudil protisovětské disidenty v Gruzii.
Dlouhou dobu vedl katedru kavkazských studií na Londýnské univerzitě. Přednášel kavkazské jazyky, dějiny v Cambridgi a na různých univerzitách po celém světě.
Zemřel 20. března 1991 v Harlow. Bylo mu 66 let.